# Sauclières
Sauclières é uma comuna francesa na região administrativa de Occitânia, no departamento de Aveyron. Estende-se por uma área de 38,81 km². Em 2010 a comuna tinha 171 habitantes (densidade: 4,4 hab./km²).